# Dofí de riu del sud d'Àsia
Els dofins de riu del sud d'Àsia (Platanista) són un gènere de cetacis odontocets oriünds dels grans rius del nord del subcontinent indi. N'hi ha dues espècies: el dofí del Ganges (P. gangetica), del sistema Ganges-Brahmaputra, i el dofí de l'Indus (P. minor), de l'Indus.

## Morfologia
Les espècies d'aquest gènere tenen el musell llarg i lleugerament corbat cap amunt. Fan entre dos i tres metres de llargada. Les femelles són una mica més grosses que els mascles i pesen fins a 100 kg. L'aleta dorsal és petita. Tot això fa que s'assemblin al dofí de l'Amazones, però la seva relació amb aquesta altra espècie és força llunyana.
El cos és gris fosc; el ventre és una mica més clar que el dors. Els ulls manquen de cristal·lí i són vestigials. Tanmateix, aquests dofins poden distingir diferents nivells de llum. Es basen en l'ecolocalització per orientar-se. Sembla que tot això té a veure amb la seva vida en aigües plenes de fang.

## Distribució
Els dofins de riu del sud d’Àsia viuen en diferents sistemes fluvials. El dofí del Ganges habita el sistema Ganges-Brahmaputra, al nord-est de l'Índia i Bangladesh. L'altra espècie, el dofí de l'Indus, viu al curs mitjà de l'Indus, al centre del Pakistan. En el passat, la seva distribució probablement era molt més àmplia i abastava nombrosos afluents de l'Indus.

## Estil de vida
Els dofins de riu del sud d’Àsia solen viure en solitari. Les femelles donen a llum al principi de l'estació seca a l'Índia. L'única cria fa uns 70 cm de llargada i és alletada durant un any. Aquests animals es nodreixen de peixos i invertebrats que extreuen del llit del riu.

## Sistemàtica
Originalment foren classificats com a una sola espècie. A la dècada del 1970 s'imposà el punt de vista que eren espècies distintes. En la seva obra de referència publicada el 1998, Marine Mammals of the World: Systematics and Distribution, Dale W. Rice arribà a la conclusió que no hi havia diferències morfològiques importants que justifiquessin tractar-les com a espècies a part. Les tornà a ajuntar en una mateixa espècie, situant el dofí de l'Indus com a subespècie del dofí del Ganges. En canvi, altres autors, com Nowak (1999) o Wilson i Reeder (2005) les consideren espècies distintes.
Els dofins de riu del sud d'Àsia formen una família a part. Comparteixen amb altres dofins de riu el mateix tipus d'hàbitat i caràcters morfològics que possiblement sorgiren per evolució convergent. Anteriorment, els dofins de riu del sud d'Àsia eren agrupats amb els dofins de l'Amazones, del Plata i de riu xinès, però els estudis de genètica molecular no donen suport a aquesta classificació. Avui en dia, es considera que són els últims supervivents d'un llinatge evolutiu que en el passat incloïa diverses famílies. Filogenèticament, són el tàxon germà d'un grup format pels dofins de riu i els delfínids.

## Estat de conservació

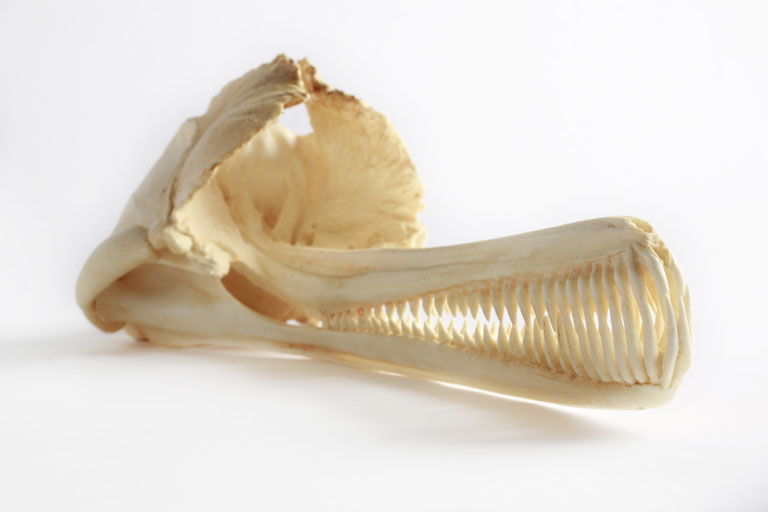
Rèplica d'un crani de dofí de l'Indus al Museu dels Nens d'Indianapolis

Les dues espècies de dofins de riu del sud d'Àsia estan espècies amenaçades, car queden atrapades en xarxes, el seu hàbitat és limitat per les construccions humanes i la presència de substàncies tòxiques als rius afecta la seva fertilitat. A més a més, en algunes regions els dofins del Ganges són víctimes de la caça. La seva carn no es consumeix, però el seu oli es considera afrodisíac i la carn es fa servir com a esquer per pescar peixos gat. Les dues espècies surten com a «amenaçades» a la Llista Vermella de la UICN.